# Премия столетия
Премия столетия (англ. Centenary Prize) — международная награда, присуждаемая британским Королевским химическим обществом ежегодно за популяризацию и выдающийся вклад в химию. Первое награждение состоялось в 1949 году. В состав награды входят 5 тысяч фунтов стерлингов, медаль и сертификат. Лауреат обязан прочесть серию лекций в Великобритании. Медалью награждены 34 лауреата Нобелевской премии.

## Лауреаты
- 1949:  Владимир Прелог, Edgar Lederer[нем.], Michel Magat
- 1950: Placidus Plattner
- 1951:  Роберт Бёрнс Вудворд, Кай Ульрик Линнерстрём-Ланг
- 1952:  Тадеуш Рейхштейн
- 1953:  Арне Тиселиус
- 1954: Richard Helmuth Frederick Manske[итал.]
- 1955:  Мелвин Кальвин,  Герберт Чарлз Браун
- 1956:  Гленн Теодор Сиборг
- 1957: Hans Brockmann[нем.],  Одд Хассель
- 1958:  Герхард Херцберг, Klaus Clusius[англ.], Wilhelm Klemm[нем.]
- 1959: George Hamilton Cady[нем.], Nils Andreas Sørensen[англ.], Майкл Гейдельбергер
- 1960: Rolf Huisgen[англ.], Александр Николаевич Теренин
- 1961: Георгий Богданович Кистяковский, Hans Schmid[нем.]
- 1962: Фрэнк Вестхаймер,  Рихард Кун
- 1963: Карл Джерасси
- 1964:  Джон Чарлз Полани,  Феодор Феликс Конрад Линен
- 1965: Charles B. Colburn, Виктор Кемуля, John D. Roberts[англ.]
- 1966: Shōji Shibata[нем.], Lars Gunnar Sillén[швед.]
- 1967: Saul Winstein[англ.]
- 1968: Эрвин Вильгельм Мюллер, Пол Даути Бартлетт
- 1969: Альберт Эшенмозер
- 1970:  Элайас Джеймс Кори, Edgar Bright Wilson[англ.]
- 1971: Рональд Бреслоу,  Уильям Липскомб
- 1972:  Джон Попл, Jan Peter Toennies[англ.], William Summer Johnson[англ.]
- 1973: Duilio Arigoni[англ.], Франк Альберт Коттон, Hellmuth Fischer[нем.]
- 1974: Гилберт Сторк,  Эрнст Отто Фишер,  Роалд Хоффман
- 1975:  Доналд Джеймс Крам, Джон Гуденаф, Willis H. Flygare[англ.]
- 1976:  Дадли Роберт Хершбах, Альфред Эдвард Рингвуд, Karel Wiesner[фр.]
- 1977: Jack D. Dunitz[англ.],  Джордж Ола, Кеннет Санборн Питцер
- 1978: Heinz Gerischer[англ.], Koji Nakanishi[англ.], Heinrich Nöth[нем.]
- 1979: Холм, Ричард, Satoru Masamune[нем.],  Генри Таубе
- 1980: James Ibers[нем.],  Жан-Мари Лен, Марк Вольпин, Jürgen Troe[нем.]
- 1981: Barry Trost[англ.], Эрл Мюттертис, Takeshi Oka[англ.]
- 1982:  Алан Макдиармид, Massimo Simonetta, Albert Irving Meyers[нем.]
- 1983: Габор Соморджай, Virgil Boekelheide[нем.], Hubert Schmidbaur[нем.]
- 1984: Гарри Баркус Грэй, Meir Lahav[нем.], Benjamin Widom[англ.]
- 1985:  Герхард Эртль, Léon Ghosez[нем.], Herbert W. Roesky[англ.]
- 1986:  Роберт Брюс Меррифилд, Стюарт Райс, Alan Cowley[англ.]
- 1987: Аллен Бард, William Arthur Grover Graham, Christopher T. Walsh[англ.]
- 1988:  Рудольф Артур Маркус,  Рёдзи Ноёри, Warren R. Roper[англ.]
- 1989: Carlo Floriani, Marc Julia[англ.], Эндель Теодорович Липпмаа
- 1990:  Ричард Шрок, Dieter Seebach[англ.], Noel S. Hush[англ.]
- 1991: Виталий Иосифович Гольданский, Ателстан Бекуит, Thomas Meyer
- 1992: Leo A. Paquette[англ.], Алан Сарджесон, Henry F. Schaefer[нем.]
- 1993: Alexander Pines[англ.],  Барри Шарплесс, Helmut Werner[нем.]
- 1994: Малькольм Гарольд Чизхольм, A. Ian Scott[нем.], Кирилл Ильич Замараев
- 1995: Clayton H. Heathcock[англ.], Бальцани, Винченцо[англ.], Graham R. Fleming[англ.]
- 1996: Claire Demuynck, Helmut Ringsdorf[англ.], Тобин Маркс
- 1997: Ричард Зэйр, Larry E. Overman[англ.], Arndt Simon[нем.]
- 1998:  Роберт Кёрл, Marion Frederick Hawthorne[нем.], James D. White
- 1999:  Жан-Пьер Соваж, Henri B. Kagan[англ.], Робин Хохштрассер
- 2000: Maurice Brookhart[англ.], Jean Normant[итал.], Чинтамани Нагеса Рамачандра Рао
- 2001: Кирьякос Николау, Richard J. Saykally[англ.], Karl Wieghardt[нем.]
- 2002: Manfred T. Reetz[нем.], Gérard Jaouen, Amos B. Smith[англ.]
- 2003: A. R. Ravinshankara[англ.], Edward I. Solomon[англ.], Alois Fürstner[нем.]
- 2004:  Роберт Граббс, Eric Herbst, Marc-Jacques Ledoux
- 2005: Goverdhan Mehta[англ.], Vivian Wing-Wah Yam[англ.], Royce W. Murray
- 2006: Стивен Бенкович, Hans-Joachim Freund[нем.], Илья Иосифович Моисеев
- 2007: Trygve Helgakerr[норв.], T. Don Tilley[англ.], James A. Marshall
- 2008: F. Fleming Crim, Masakatsu Shibasaki[англ.], Ахим Мюллер
- 2009:  Аарон Чехановер, Yoshinori Yamamoto, Martin Jansen[нем.][Ком. 1]
- 2010: Авелино Корма, Стивен Липпард, Омар Ягхи
- 2011: G. Marius Clore[англ.], Jonathan Sessler[англ.], Грэм Кукс
- 2012: Craig Hawker[англ.], Timothy M. Swager[англ.], Stephen Withers
- 2013: Robert H. Crabtree[англ.], Richard Bruce Silverman[англ.], Chi-Ming Che[англ.]
- 2014: Eiichi Nakamura[англ.],  Джеймс Фрейзер Стоддарт, Karen L. Wooley[англ.]
- 2015: Чад Миркин, Geoffrey Ozin[англ.], Жан-Мари Тараскон
- 2016: Kenneth S. Suslick[англ.], R. J. Dwayne Miller[нем.], Михаэль Гретцель
- 2017: Odile Eisenstein[англ.], William J. Evans[англ.],  Бернард Феринга
- 2018: Жаклин Бартон, Джон Хартвиг, Richard Kaner[англ.]
- 2019: Лора Ли Кисслинг, Дэвид Макмиллан, Roberta Sessoli[англ.]
- 2020: Eric V. Anslyn[англ.], Teri W. Odom[англ.], James Tour[англ.]
- 2021: Bin Liu[англ.], Jean-Luc Brédas[англ.], Douglas Stephan[англ.]
- 2022: Мишель С. Чанг, Joseph Francisco[англ.], Кэтрин Мёрфи
- 2023: Christopher Barner-Kowollik[англ.], Канадзидис, Меркуриос, Mark Grinstaff[англ.]

## Комментарии
1. ↑  Лекции также прочитали: Michel Che[англ.], John Katzenellenbogen[англ.], Leonard Francis Lindoy[англ.]